# Armatuur

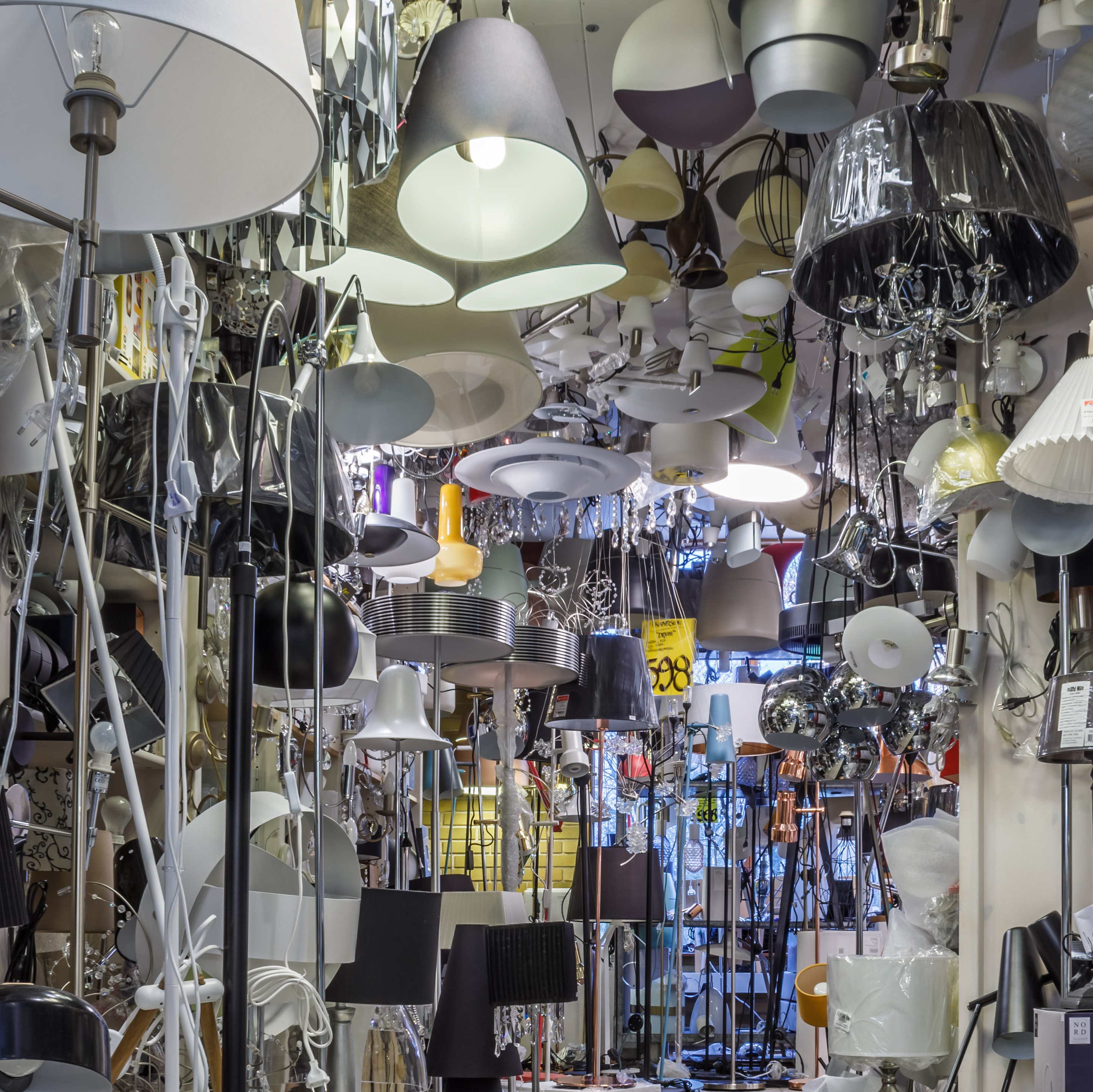
Armaturen voor gebruik binnenshuis

Een armatuur is een draagconstructie met lamphouder(s), voor een of meer lichtbronnen (van het Latijn armatura = bewapening, uitrusting; arma = wapen). In de volksmond wordt zowel de armatuur, de lichtbron, of het samenstel ervan, veelal een 'lamp' genoemd. 

## Indeling
Armaturen kan men op verschillende wijze indelen:
- naar de aard van verlichting in die voor directe, overwegend directe, diffuse, overwegend indirecte en indirecte verlichting;
- naar de plaats van toepassing in armaturen voor binnen- en buitenverlichting, opbouw- en inbouwarmaturen en typen die toepassing vinden voor industriële en sfeer- of decoratieve verlichting;
- naar het materiaal waarvan ze zijn vervaardigd, decoratieve armaturen kunnen van veel verschillende materialen zijn gemaakt.  Armaturen voor industriële toepassing worden doorgaans van metaal (meestal staal of aluminium) of kunststof vervaardigd;
- naar hun constructie in gewone, druipwaterdichte, waterdichte, stofontploffingsvrije en gasontploffingsvrije armaturen;
- naar hun vorm in ballon-, schaal-, schort-, diepstraal-, breedstraalarmaturen; verder kronen, troggen en andere typen armaturen voor buisvormige lampen;
- naargelang hun wijze van bevestiging in plafond-, wand-, hang-, staande, buispendel-, en snoerpendelarmaturen.

De verhuisfitting is de "hangarmatuur" die slechts bestaat uit het noodzakelijke om een lichtbron aan te sluiten op een lasdoos in het plafond.

## Enkele bijzonderheden
Armaturen dienen dusdanig te zijn uitgevoerd dat er geen verblinding optreedt bij de waarneming van voorwerpen. Er dient schaduwwerking aanwezig te zijn; dit is voor een natuurlijke waarneming noodzakelijk. De constructie dient verder zo te zijn dat de door de lichtbron ontwikkelde warmte voldoende wordt afgevoerd. De armatuur mag in geen geval zo warm worden dat er brandgevaar ontstaat of de isolatie beschadigd raakt.
Een veelvoorkomende armatuur is de tl-armatuur. Dat is vaak een simpele witte 'balk' die één of meerdere tl-buizen draagt. In die balk zijn de starter en het voorschakelapparaat ingebouwd.
In hoge hallen of boven tafels wordt veelal een trogarmatuur gebruikt, dat is een tl-armatuur met een reflector.
Bij armaturen voor lantaarnpalen en lichtmasten onderscheidt men: paaltoparmaturen, opschuif- en/of opzetarmaturen.  Bij een paaltoparmatuur zit de lichtbron recht boven de mast, in het midden van de armatuur. Een opschuifarmatuur wordt met een draagarm gemonteerd aan de lichtmast of aan een muursteun. Bij een opzetarmatuur plaatst men de armatuur direct op de mast zonder draagarm. Verder bestaat er nog de opschuif-opzetarmatuur. Deze armatuur is geschikt voor zowel opschuif- als opzetmontage.

## Galerij

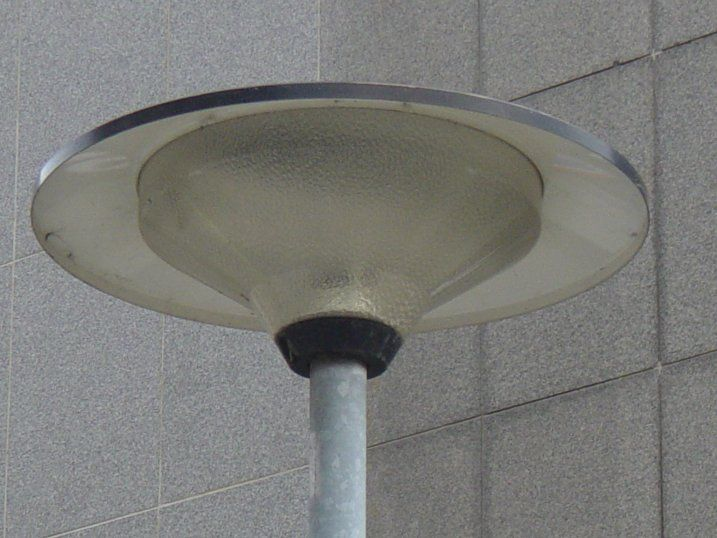
Paaltoparmatuur
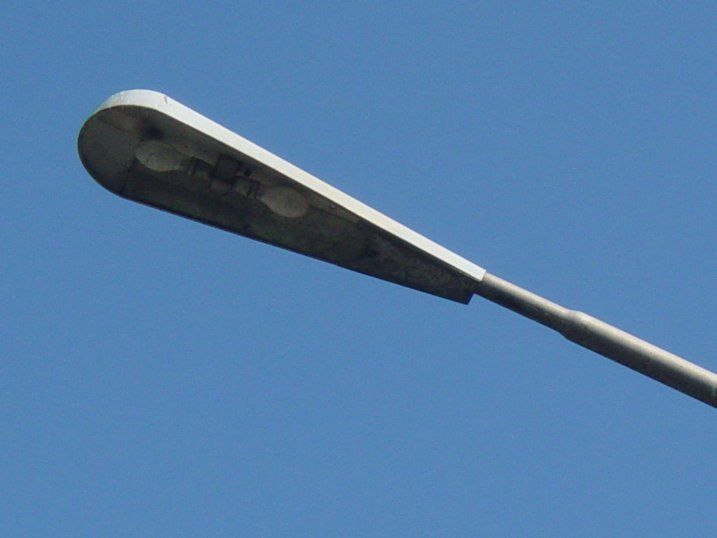
Opschuifarmatuur
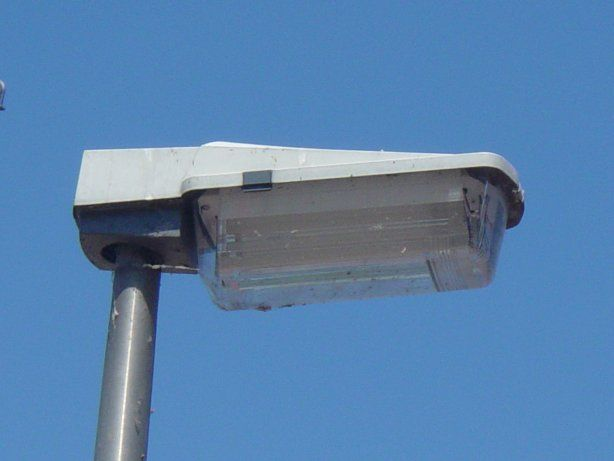
Opzetarmatuur